# Кустудич, Миодраг
Миодраг Кустудич (сербохорв. Miodrag Kustudić; род. 1 апреля 1951, Ловченац, Воеводина) — югославский футболист, нападающий.

## Карьера

### Клубная карьера
Во взрослом футболу дебютировал в 1970 году в клубе «Срем», в котором провёл один сезон своей карьеры, завоевав титул чемпиона Воеводины.
В 1971 году перешёл в клуб «Воеводина», с которым дебютировал в матчах чемпионата Югославии. В составе команды Кустудич играл на протяжении трёх сезонов, а в 1974 году перешёл в «Риеку». В сезоне 1977/78 команда завоевала Кубок Югославии.
В 1978 году Кустудич перешёл в испанский «Эркулес» (Аликанте), с которым начал выступать в чемпионате Испании. В 1981 году перешёл в другой испанский клуб «Мальорка», где провёл ещё два сезона. Завершил карьеру футболиста в 1983 году в «Риеке».

### Карьера в сборной
В 1977 году дебютировал в официальных матчах в составе национальной сборной Югославии. Впервые в составе национальной команды вышел на поле в ноябре 1977 года в отборочном матче чемпионата мира против Испании. В мае 1978 года провёл третий и последний матч за сборную против команды Италии.

## Достижения
«Риека»
- Обладатель Кубка Югославии: 1977/78